# Новохатки
Новоха́тки(до 07.06.1946 року колонія Нейгейм Другий) — село в Україні, у Житомирському районі Житомирської області. Входить до складу Романівської селищної громади. Населення становить 26 осіб.

## Історія
В 1917 році село входить до складу Української Народної Республіки.
Внаслідок поразки Перших визвольних змагань село надовго окуповане більшовиками.

## Географія
На південному сході від села бере початок струмок Стрибезький.